# Art Walker
Art Walker (eigentlich Arthur Franklin Walker, Jr.; * 9. September 1941 in Columbus, Georgia) ist ein ehemaliger US-amerikanischer Dreispringer.
Bei den Olympischen Spielen 1968 in Mexiko-Stadt wurde er mit windunterstützten 17,12 m Vierter und hatte dabei zehn Zentimeter Rückstand auf den Bronzemedaillengewinner Giuseppe Gentile.
1972 schied er bei den Olympischen Spielen in München in der Qualifikation aus.
1965, 1966 sowie 1968 wurde er US-Meister und 1967 US-Hallenmeister. Seine persönliche Bestleistung von 16,81 m stellte er am 30. Juni 1968 in Los Angeles auf.